# Liste der Naturdenkmale in Hintertiefenbach
Die Liste der Naturdenkmale in Hintertiefenbach nennt die im Gemeindegebiet von Hintertiefenbach ausgewiesenen Naturdenkmale (Stand 15. Juli 2013).

## Naturdenkmale
| Nr.         | Bezeichnung                          | Lage                                              | Beschreibung                                             | Bild                                    |
| ----------- | ------------------------------------ | ------------------------------------------------- | -------------------------------------------------------- | --------------------------------------- |
| ND-7134-422 | Lindengruppe am Friedhof             | Bergstraße, am Friedhof Lage                      | Tilia sp., sechs Bäume; zwischen 1830 und 1920 gepflanzt | Direkt Bild zu diesem Denkmal hochladen |
| ND-7134-423 | Bismarckeiche                        | südöstlich des Ortes; Abteilung Vor dem Berg Lage | Quercus sp.                                              | Direkt Bild zu diesem Denkmal hochladen |
| ND-7134-424 | Buchen- und Eichengruppe am Gilzberg | südlich des Ortes; Abteilung Auf Gilzberg Lage    | Fagus sylvatica, drei Bäume, und Quercus sp., zwei Bäume | Direkt Bild zu diesem Denkmal hochladen |